# Козиково
Кози́ково (рос. Козиково, марій. Козиково) — селище у складі Юринського району Марій Ел, Росія. Адміністративний центр Козиковського сільського поселення.

## Населення
Населення — 403 особи (2010; 584 у 2002).
Національний склад (станом на 2002 рік):
- росіяни — 88 %